# 한국토지신탁
한국토지신탁(韓國土地信托, Korea Real Estate Investment and Trust, KOREIT)은 건전한 부동산문화 창달과 부동산시장 선진화를 위해 설립된 대한민국 국토교통부 산하 한국토지주택공사의 종합부동산투자금융업 전문 자회사였으며, 2010년 이후로 민영화되었다. 2016년 코스닥에서 코스피로 이전상장하였다. 서울특별시 강남구 테헤란로 137, 코레이트타워 16~20층(역삼동)에 위치하고 있다. 주요 아파트 브랜드는 코아루이다.

## 연혁
- 1996년 3월 5일 부동산 신탁회사 설립인가 (재정경제원)
- 1996년 4월 4일 한국토지공사 전액출자로 설립 (자본금 300억원)
- 1996년 5월 2일 영업 개시
- 1997년 1월 27일 부산지점 개설
- 1997년 2월 24일 광주지점 개설
- 2001년 5월 22일 코스닥시장 등록
- 2002년 5월 16일 중부지점 개설
- 2004년 4월 8일 대구지점 개설
- 2006년 8월 16일 강원지점 설치
- 2006년 12월 27일 대구지점, 중부지점 폐쇄
- 2008년 12월 31일 강원지점 폐쇄
- 2009년 PCF Master 신상품 출시
- 2010년 1월 29일 기타공공기관 지정 해제[5]
- 2014년 KOREIT 투자운용 ((구)지이자산관리코리아(주)) 인수
- 2015년 대표이사 차정훈·김두석 취임
- 2016년 코스피 이전상장, BI/CI 변경
KOREIT 자산운용 ((구)마이애셋자산운용(주)) 인수, 업계 최초 자기자본 5,000억원 돌파
- 2017년 대표이사 차정훈·최윤성 취임, 업계 최초 자산규모 1조원 돌파
- 2020년 사옥이전(역삼동 코레이트타워)

## 조직
- 이사회
  - 경영위원회
  - 감사위원회
    - 감사실
      - 감사팀
- 준법감시인
  - 준법감시팀

### 회장

#### 사장
- 기획실
  - 기획팀
  - 법무팀
  - 마케팅팀
  - 신상품개발팀

##### 영업부분
- 신탁사업1본부
  - 영업1팀
  - 영업2팀
  - 영업3팀
- 신탁사업2본부
  - 영업1팀
  - 영업2팀
  - 영업3팀
- 전략사업본부
  - 전략사업1팀
  - 전략사업2팀
  - 전략사업3팀
- 리츠사업본부
  - 리츠사업1팀
  - 리츠사업2팀
- 도시재생1본부
  - 도시1재생1팀
  - 도시1재생2팀
- 도시재생2본부
  - 도시2재생1팀
  - 도시2재생2팀

##### 지원부문
- 경영지원본부
  - 인사총무팀
  - 재무팀
  - 회계팀
- 사업지원본부
  - 리스크관리팀
  - 관리지원1팀
  - 관리지원2팀
- 건축기술본부
  - 건축기술1팀
  - 건축기술2팀
  - 건축기술3팀
- 사업관리본부
  - 사업관리1팀
  - 사업관리2팀
  - 사업관리3팀
  - 사업관리4팀

## 같이 보기
- 한국감정원